# Ana Karenina (película de 1935)
Ana Karenina (Anna Karenina) es una película estadounidense de 1935 dirigida por Clarence Brown y con Greta Garbo, Fredric March, Basil Rathbone, Maureen O'Sullivan y Freddie Bartholomew en los papeles principales. Está basada en la novela homónima de León Tolstói.

## Argumento
Anna Karenina (Greta Garbo) es la esposa del oficial zarista Karenin (Basil Rathbone) y hermana del disoluto Stiva (Reginald Owen). Karenina inicia una relación adúltera con un joven militar, el conde Vronsky (Fredric March), lo que significará su descrédito social y el fin de su matrimonio. Karenin, en venganza, llegará a prohibirle ver a su hijo Serguéi (Freddie Bartholomew).

## Reparto
- Greta Garbo: Anna Karénina
- Fredric March: Conde Alekséi Vronsky
- Basil Rathbone: Karenin
- Maureen O'Sullivan:  Kitty
- May Robson: Condesa Vronsky
- Freddie Bartholomew: Serguéi
- Reginald Owen: Stiva
- Reginald Denny: Yashvin
- Joan Marsh: Lili
- Ethel Griffies: Señorita Kartasoff
- Harry Beresford: Matve
- Mary Forbes: Princesa Sorókina

## Premios
- Premio Copa Mussolini 1935: a la mejor película extranjera (Clarence Brown).

- Premio NYFCC 1936: a la mejor actriz (Greta Garbo).

National Board of Review
| Año  | Reconocimiento              | Resultado |
| ---- | --------------------------- | --------- |
| 1935 | Diez mejores filmes del año | Incluida  |

## Comentarios
Se estrenó el 30 de agosto de 1935, en el Teatro Capitol de Nueva York, lugar donde la MGM estrenaba muchas de sus grandes producciones.